# 慕尼黑肯尼格索夫豪华精选酒店

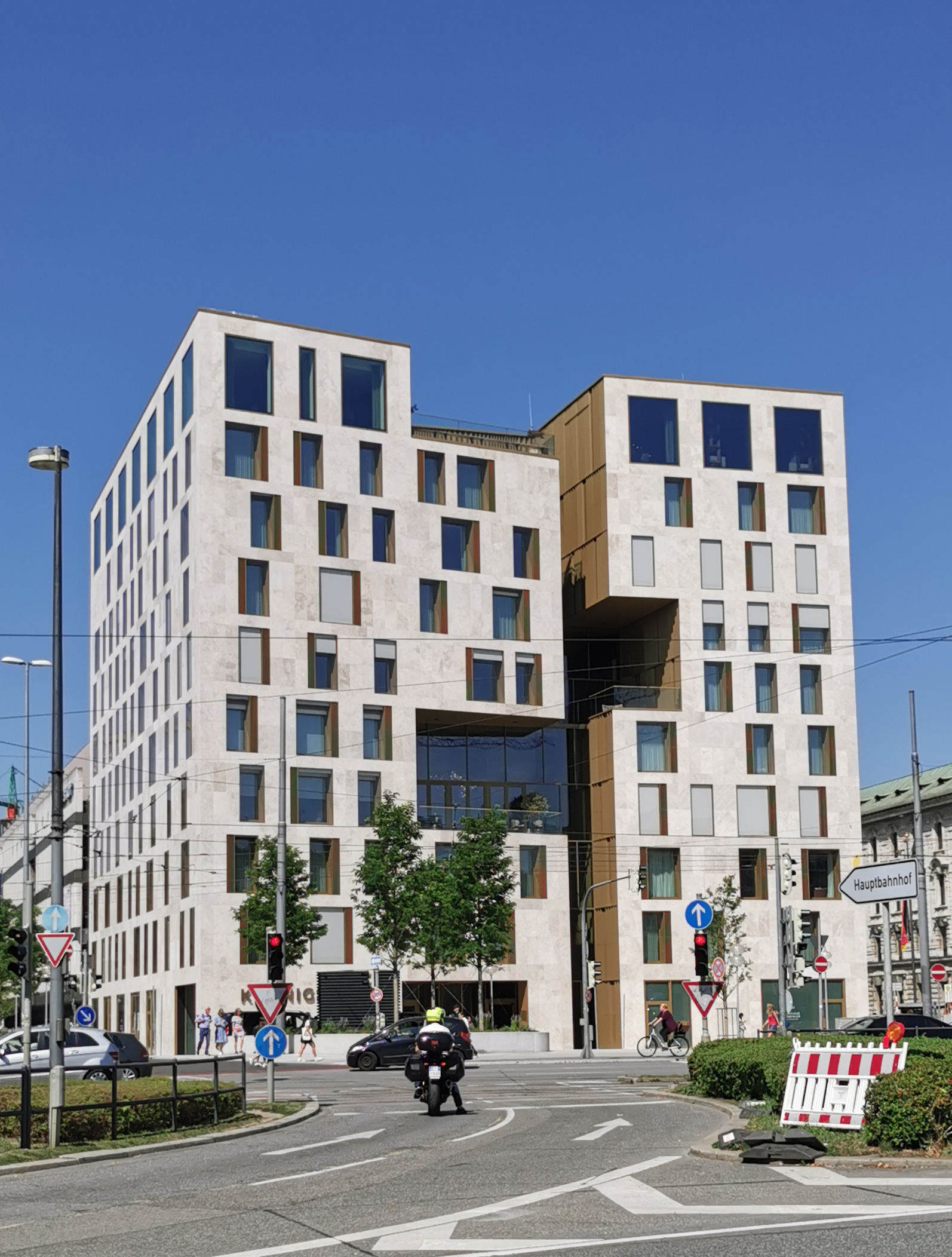
2024完工的肯尼格索夫酒店

慕尼黑肯尼格索夫豪华精选酒店（英語：Koenigshof, a Luxury Collection Hotel）是慕尼黑的一家豪华精选酒店，於2024年開幕。酒店坐落在兩家同名歷史悠久的酒店的舊址上：第一家酒店在二戰中被摧毀，第二家飯店於2019年拆除。

## 位置

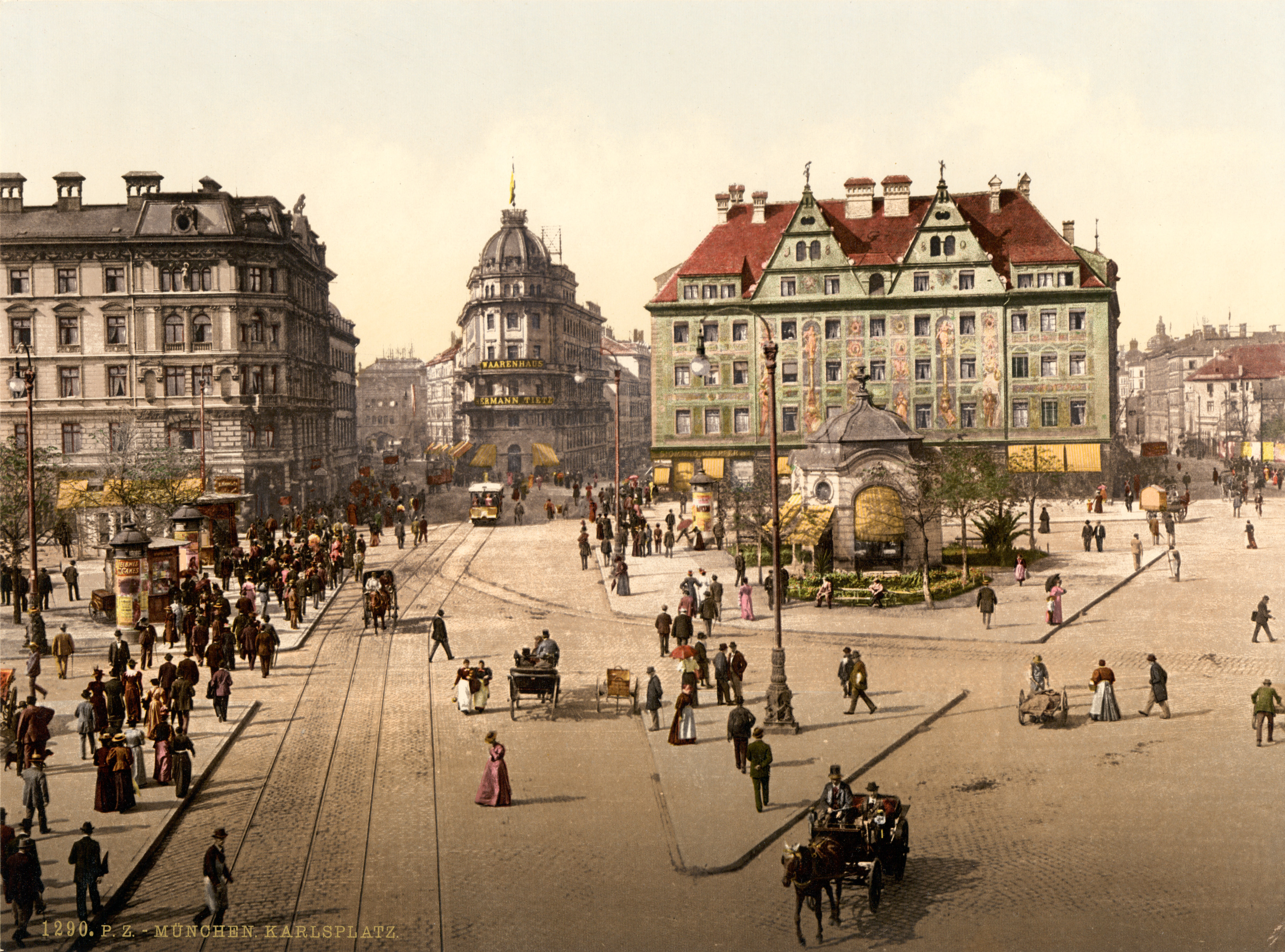

酒店坐落在慕尼黑路德维希近郊的卡尔广场以西仅数米。最初，一个类似于广场东侧的环形交叉路口已经规划好了，但并未实施。

## 历史

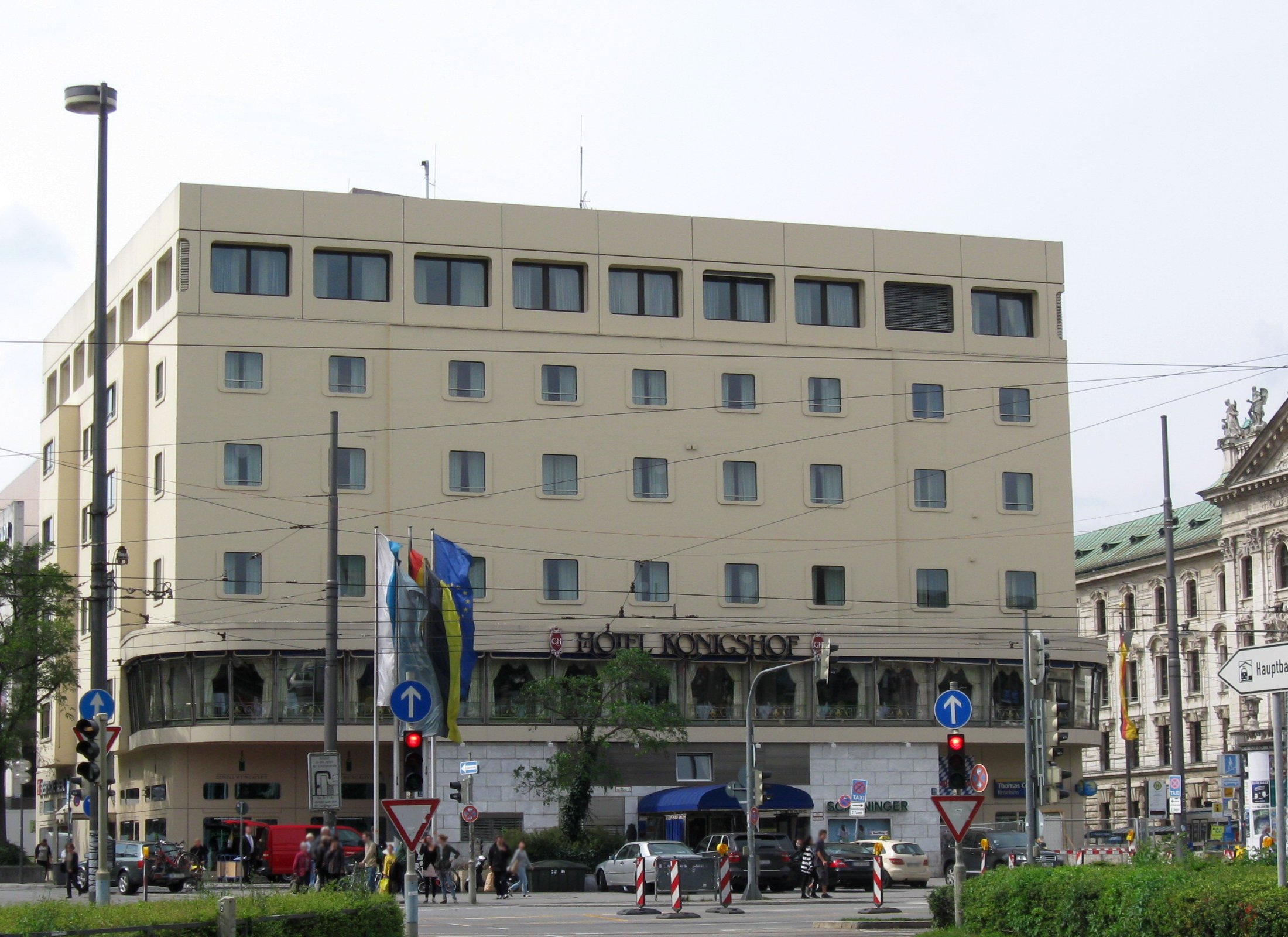
2019年前的慕尼黑宫廷酒店

在19世纪初，建筑师古斯塔夫福瑟尔因扩展城市有功，得到国王马克西米利安一世奖励的一块土地，在上面建造了一座古典主义风格的私人住宅，属于施特恩巴赫男爵。马克西米利安一世召集到慕尼黑的一批学者在此聚集。出席嘉宾包括作家：如保罗·海泽、埃马纽埃尔·格贝尔、弗里德里希·博登施泰特以及艺术史学家和诗人阿道夫·弗里德里希·冯·沙克、宫廷剧院总监弗朗西斯·冯·丁格尔施泰特和弗兰兹·冯·科贝尔。1866年，该建筑因地处市中心和火车总站之间的中心位置，开设贝尔维尤酒店。第一次世界大战开始后，酒店更名为宫廷酒店。1938年，该酒店由卡尔盖塞尔和安娜盖塞尔接管，当时有200张床位。他们原是慕尼黑啤酒节上卢云堡狮王啤酒厂（Löwenbräu）啤酒帐篷的旅店老板，还拥有几个葡萄酒农场。在二战期间，酒店被毁，仅存外墙。战后， 盖塞尔家族决定重建该酒店，于1955年完工。1970年，进行了全面翻新。

## 设施
酒店拥有71间单人房和双人房，16间套房，180个地下停车位，以及一个带桑拿，蒸气浴，漩涡浴池和健身室的温泉区。此外，宫廷酒店餐厅获得米其林一星和高尔特-米约美食指南18分（总分20分）。

## 奖项
- 立鼎世酒店集团
- 2008年度酒店经营者 - AHGZ
- 2005年度酒店 - Schlummer Atlas
- 米其林指南 - 酒店餐厅主厨马丁·法斯特获一星
- 高尔特-米约美食指南- 宫廷酒店餐厅主厨马丁·法斯特，总分20分获18分
- 高尔特-米约美食指南 - 2008年度侍酒师，Stéphane Thuriot
- 年度礼宾部 - 2011年Christian Netzle